# Слободка (Колодежский сельсовет)
Слободка (бел. Слабодка) — деревня в Червенском районе Минской области. Входит в состав Колодежского сельсовета.

## Географическое положение
Находится примерно в 7 километрах к востоку от райцентра, в 67 км от Минска, в 400 метрах к югу от автодороги М4 Минск—Могилёв, в 0,7 км к северу от реки Червенка.

## История
Деревня впервые упоминается в XVIII веке. На 1795 год здесь было 7 дворов, деревня относилась к Игуменскому уезду Минской губернии. В середине XIX века входила в состав имения Ивановск, принадлежавшего помещикам Шевичам, на 1858 год в деревне всё также 7 дворов. По данным Переписи населения Российской империи 1897 года, входила в состав Юровичской волости, здесь было 17 дворов, проживали 127 человек, рядом проходил почтовый тракт Игумен—Березино. На начало XX века 27 дворов и 206 жителей. На 1917 год относилась к Хуторской волости, здесь был 21 двор, 148 жителей. С февраля по декабрь 1918 года деревня была оккупирована немцами, с августа 1919 по июль 1920 — поляками. После Октябрьской революции в деревне начала работу рабочая школа первой ступени. 20 августа 1924 года вошла в состав вновь образованного Колодежского сельсовета Червенского района Минского округа (с 20 февраля 1938 — Минской области). Согласно переписи населения СССР 1926 года в деревне насчитывалось 24 дома, проживали 133 человека, в школе насчитывалось 43 ученика, при ней была также небольшая библиотека. В 1930-е годы в Слободке прошла коллективизация. Во время Великой Отечественной войны деревня была оккупирована немецко-фашистскими захватчиками в начале июля 1941 года. 26 её жителей не вернулись с фронта. Освобождена в начале июля 1944 года. На 1960 год посёлок, его население составило 107 человек. В 1980-е деревня относилась к совхозу (экспериментальной базе) «Натальевск». На 1997 год здесь насчитывалось 12 домов, проживали 19 человек. На 2013 год 9 круглогодично жилых домов, 18 жителей.

## Население
- 1795 — 7 дворов
- 1858 — 7 дворов
- 1897 — 17 дворов, 127 жителей
- начало XX века — 18 дворов, 165 жителей
- 1917 — 21 двор, 148 жителей
- 1926 — 24 двора, 133 жителя
- 1960 — 107 жителей
- 1997 — 12 дворов, 19 жителей
- 2013 — 9 дворов, 18 жителей